# Easton (Maine)
Easton es un pueblo ubicado en el condado de Aroostook en el estado estadounidense de Maine. En el Censo de 2010 tenía una población de 1.287 habitantes y una densidad poblacional de 12,76 personas por km².

## Geografía
Easton se encuentra ubicado en las coordenadas 46°38′00″N 67°50′51″O / 46.63333, -67.84750. Según la Oficina del Censo de los Estados Unidos, Easton tiene una superficie total de 100.84 km², de la cual 100.27 km² corresponden a tierra firme y (0.57%) 0.57 km² es agua.

## Demografía
Según el censo de 2010, había 1.287 personas residiendo en Easton. La densidad de población era de 12,76 hab./km². De los 1.287 habitantes, Easton estaba compuesto por el 96.58% blancos, el 0.31% eran afroamericanos, el 0.93% eran amerindios, el 0.08% eran asiáticos, el 0% eran isleños del Pacífico, el 0.08% eran de otras razas y el 2.02% pertenecían a dos o más razas. Del total de la población el 0.85% eran hispanos o latinos de cualquier raza.